# 太平洋テレビジョン
太平洋テレビジョン株式会社（たいへいようテレビジョン）は、世界各国のテレビ映画などの日本語版制作、配給などを行なっていた日本の企業。

## 前史
創設者の清水昭は、FEN（現・AFN）のアナウンサーの仕事をしている軍曹から、日本のアニメ番組をアメリカに輸出し、それで得た利益でアメリカの映像作品を日本に輸入する仕事をすることを勧められる。清水は教育映画製作者連盟に話を持ち掛け、短編アニメのフィルム一本を取得することに成功。それをロサンゼルスの業者にサンプルとして送った所、二十本の発注が入り、買い付け金として3000ドルが振り込まれた。それで自信をつけた彼は田村町（現・西新橋）にイースト・ウェスト株式会社を設立。清水はアメリカの様々なテレビ会社に手紙を送るが、殆ど相手にされなかったとされる。断り状を送って来た会社の一つにNBCがあり、友人からNBCについて教えられた清水は何としてもNBCと繋がりを作るべく、再度手紙を送る。それによりNBCの役員が清水に興味を抱き、「あなたについて調査とテストを行う」と返信が来る。その後、清水が建設大臣南条徳男の渉外秘書の仕事を任せられたことで、高速道路の外貨借款問題の下交渉のために渡米した際にNBCに赴くことが決まるが、同日にはジョン・ロックフェラー2世から政府交渉の参考を意見を聞くことになり、先にそちらを済ませることになる。当日、ロックフェラー・センターに訪れた際にロックフェラーから約束の時間に遅れると連絡があったことから、NBCとの約束を優先してその場から帰ってしまった。ロックフェラーとの約束を蹴ったことを知ったNBCの社長は清水を気に入り、日本総代理人に任命した。
帰国後、南条が大臣を辞任したことから南条と永田雅一を顧問に迎え、会社を八重洲に移転。太平洋テレビジョン株式会社と名を改めた。

## 太平洋テレビジョン設立後
1957年から、世界各国のテレビ映画の日本版を制作して、日本国内のテレビ局へ配給する事業を手がけ、1959年にはアメリカ合衆国のNBCと独占契約を結び、さらにナショナル・テレフィルム・アソシエイト (National Telefilm Associates, NTA)、イギリスの英国放送協会 (BBC) などと提携して、NBCの『ララミー牧場』や『ボナンザ』、『アンディ・ウィリアムス・ショー』、NTAの『モーガン警部』などを配給していた。日本の映画作品の国外放送権提供や映画監督の吉村公三郎を映画部の部長に迎え、テレビ映画の制作も行った。
1959年、久松保夫を取締役兼芸能部長として招き、彼を中心に俳優600名あまり、マネージャー30名あまりを抱える芸能部を構え、「テレビ芸能関係あっせん業」と位置づけられていた。タレントマネジメント業務を開始するにあたり、いくつのか芸能プロダクションをタレントごと買収している。
1960年には、大規模な労働争議が起こり、これを機に退社した芸能局のスタッフや俳優たちが「タレント&マネージャークラブ」（TMC）を結成することになった。のちの東京俳優生活協同組合（俳協）である。
太平洋テレビは、1962年に脱税（法人税法違反）容疑で社長であった清水昭が逮捕され、1964年に会社と清水社長が起訴されたが、1974年に無罪が確定した。清水はその後、国家賠償訴訟を起こすが敗訴し、その間に会社は休業状態に追い込まれた。